# Bruno Rostand
Pour les autres membres de la famille, voir Famille Rostand.
Pour les articles homonymes, voir Rostand.
Bruno-Xavier Rostand, né le 6 octobre 1780 à Marseille où il est mort le 7 décembre 1860, est un négociant, financier et armateur français.

## Biographie
Bruno Rostand est le fils d'Alexis Rostand (1726-1789), négociant et conseiller de la ville de Marseille, et de Marguerite Lions. Il est le frère du maire de Marseille Alexis-Joseph Rostand.
Ayant perdu son père jeune, il s'embarque pour Constantinople, en 1803, comme commis dans la maison de commerce d'Antoine-Ignace Anthoine, et mène une carrière de négociant en Méditerranée orientale. D'opinions royalistes marquées, il ne rentre à Marseille qu'à la Restauration, après la chute de Bonaparte. Il y fonde une maison d'armement, « Bruno Rostand & Compagnie », spécialisée dans les affaires avec le Levant et constituée d'une véritable flotte marchande. 

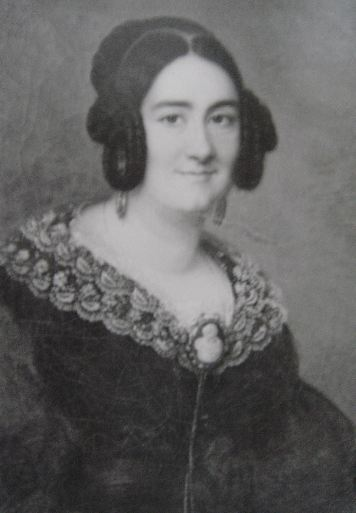
Portrait de Marie-Thérèse Eglé Jourdan, l'épouse de Bruno Rostand.

En 1817, il épouse Marie-Thérèse Eglé Jourdan, fille du négociant Pierre Auguste Jourdan et de Marie Thérèse Colomb. Ils sont les parents de :
- Albert (1818-1891), banquier, armateur et homme d'affaires, époux d'Elisa Chancel
- Jules (1820-1889), négociant, financier et armateur, conseiller municipal de Marseille, gendre de Wulfran Puget
- Henri (1824-1870), négociant, époux de Clotilde Perret
- Charles (1832-1872), raffineur de sucre, gendre d'Alexandre Clapier
- Alfred (1836-1907), industriel savonnier, époux d'Angélique Richard-Paul.

Membre de l'intendance sanitaire de 1818 à 1840, il prend part à la réalisation des plans du Frioul et de l'agrandissement du Lazaret. 
Lamartine s'embarque sur son brick l'Alceste en 1832, afin d'effectuer son Voyage en Orient, rentrant l'année suivante sur la Bonne Sophie, également armée par Rostand. 
Il est membre du Tribunal de commerce de la ville de 1832 à 1836, puis de la Chambre de commerce, dont il est le président de 1843 à 1845. Légitimiste, il s'y trouve en opposion avec la majorité orléaniste. 
Il siège au Conseil général des Bouches-du-Rhône de 1848 à 1855.
Il fonde une société d'armement maritime entre Marseille et Constantinople et constitue la « Lloyd Marseillais », compagnie d'assurances contre les risques de la navigation maritime et intérieure, en 1845 et la Compagnie des bateaux à vapeur du Levant en 1849. Ses fils seront associés à ses affaires.
Il est administrateur de la Caisse d'épargne, ainsi que trésorier de la Compagnie chrétienne pour la Civilisation de l'Afrique.